# Maria Winiarska
Maria Teresa Winiarska (ur. 19 kwietnia 1951 w Skierniewicach) – polska aktorka filmowa.

## Życiorys
Absolwentka Liceum im. Jana Zamoyskiego w Warszawie (1969).
W 1973 została absolwentką PWST w Warszawie.
Występowała w duecie z siostrą, Barbarą Winiarską. 

## Życie prywatne
Córka prof. Tadeusza Winiarskiego i Nadziei Sacharczuk. Jest żoną aktora Wiktora Zborowskiego, z którym ma córki Zofię i Hannę, ma cztery wnuczki (Ninę i Milę, córki Hanny, oraz Nadzieję i Jaśminę, córki Zosi).

## Filmografia
- 1974: Ile jest życia, jako dziewczyna rozmawiająca z Jakuszynem
- 1975: Moja wojna, moja miłość, obsada aktorska
- 1975: Dyrektorzy, jako pielęgniarka
- 1981: Miś, jako spikerka w Centrum Informacyjnym lotniska na Okęciu
- 1984: Miłość z listy przebojów, jako celniczka
- 1984: 5 dni z życia emeryta, jako mama małego Adama (odc. 2)
- 1994–1995: Fitness club (serial telewizyjny), jako Ula Lipowicz
- 1997–2015, od 2019: Klan, jako Alicja Marczyńska
- 1999: Siedlisko, jako Wiśniewska
- 2007: Hela w opałach, jako żona Władka (odc. 39)
- 2008: Kryminalni, jako sąsiadka Tulewiczów (odc. 98)
- 2009: 39 i pół, jako Repelecka (odc. 31)
- 2010: Święty interes, jako Marysia
- 2010: Na dobre i na złe, jako Matuszkowa – matka Kostka (odc. 406)
- 2010–2011: Prosto w Serce, jako Krystyna – gosposia Artura Sagowskiego
- 2012: Kanadyjskie sukienki, jako Walczykowa, matka Ireneusza
- 2014, 2018: Przyjaciółki, jako Halina, matka Anki
- 2017: M jak miłość, jako Ola Kaczkowska, właścicielka cukierni
- 2017: Druga szansa, jako aptekarka (odc. 8)
- 2018: Na wspólnej, jako Krystyna Budzyńska
- 2019: Barwy szczęścia, jako kuracjuszka Wiesława Węgorz

## Polski dubbing
- 2000: Wampirek – Lorna
- 1999–2001: Batman przyszłości
- 1995–1997: Maska
- 1995: Nowe przygody Madeline
- 1994: Księżniczka łabędzi – królowa Uberta